# エリス・ミー
エリス・ミー（Ellis Mee、2003年10月6日 - ）は、ユナイテッド・ラグビー・チャンピオンシップ、スカーレッツに所属するラグビーユニオン選手。

## プロフィール
- イングランド・ノッティンガム出身[1]。
- ポジションはウィング(WTB)、フルバック(FB)。
- 身長 193cm、体重 92kg
- ウェールズ代表キャップは1（2025年2月現在）。

## 略歴
ノッティンガムRFCを経て、2024年、スカーレッツに加入。
2025年2月22日、2025年シックス・ネイションズ・チャンピオンシップアイルランド戦にて先発出場でウェールズ代表初キャップを獲得した。